# Jan Volschenk
Pas d'image ? Cliquez ici

a Compétitions nationales et continentales officielles uniquement.

Dernière mise à jour le 3 avril 2018.
Jan Frederik Volschenk, né le 29 mars 1986 en Afrique du Sud, est un joueur de rugby à XV qui évolue au poste de pilier droit.

## Carrière
- 2006-2007 :  Western Province
- 2007-2010 : Venise
- 2010 : Eagles
- 2010-2013 : US Oyonnax